# 梗概書
梗概書（こうがいしょ）とは、物語の梗概（概要・ダイジェスト）を記した書のことである。日本文学において特に何も指定せずに「梗概書」というときには『源氏物語』の梗概書のことを指す。

## 概要
『源氏物語』は54巻、約100万文字からなる一大長編物語であり、さまざまな人物が登場し、筋立ても入り組んでいるため全巻を読み通すことは極めて困難である。またさらに『源氏物語』が書かれた時代から社会制度が変化し、そこで使われている日本語もまた変化したため、『源氏物語』は原文をそのまま読んでも意味が分からないものになっていった。そのため鎌倉時代から室町時代にかけて『源氏物語』について多くの注釈書が次々と書かれており、新たな注釈はそれ以前に書かれた注釈をふまえて書かれるために世尊寺伊行の『源氏釈』、藤原定家の『奥入』、河内方による『紫明抄』、四辻善成の『河海抄』、一条兼良の『花鳥余情』から中院通勝の『岷江入楚』と時代が経過するに従ってそれらの注釈の体系が膨れあがってきた。しかしこうして出来上がった膨大な注釈を自在に駆使して『源氏物語』全体を正しく理解することを目指している人々はあくまでごく少数の人々であって、歌人や連歌師など当時の多くの人々にとっての『源氏物語』とはあくまで歌（和歌・連歌）作りのための教養の源泉であり、出来るだけ時間をかけずに必要な知識だけを手っ取り早く習得したい対象であった。梗概書とはこのような『源氏物語』についての必要な知識を手っ取り早く得るための手引書とでも呼ぶべきものである。鎌倉時代から室町時代にかけてさまざまな梗概書が次々と作られていった。

## 主な梗概書
- 『源氏大鏡』
- 『源氏小鏡』
- 『源氏物語提要』